# Socket 1
Socket 1是一系列由Intel創造的標準CPU插座中的第二個，可插入多種x86微處理器。這是Intel對其首個插針網格陣列（PGA）插座的升級，也是首個被官方識別的處理器插座。Socket 1被定位成對486升級的插座，另外加了一針作防呆措施避免新版晶片被錯誤插入舊插座。
Socket 1是一個169針的低插拔力插座（LIF），此17×17 插針網格陣列（PGA）插座適合使用5-volt，16至33MHz的486 SX/486 DX/486 DX2/486 OverDrive處理器。